# Ai đã đặt Bella vào trong cây du núi?

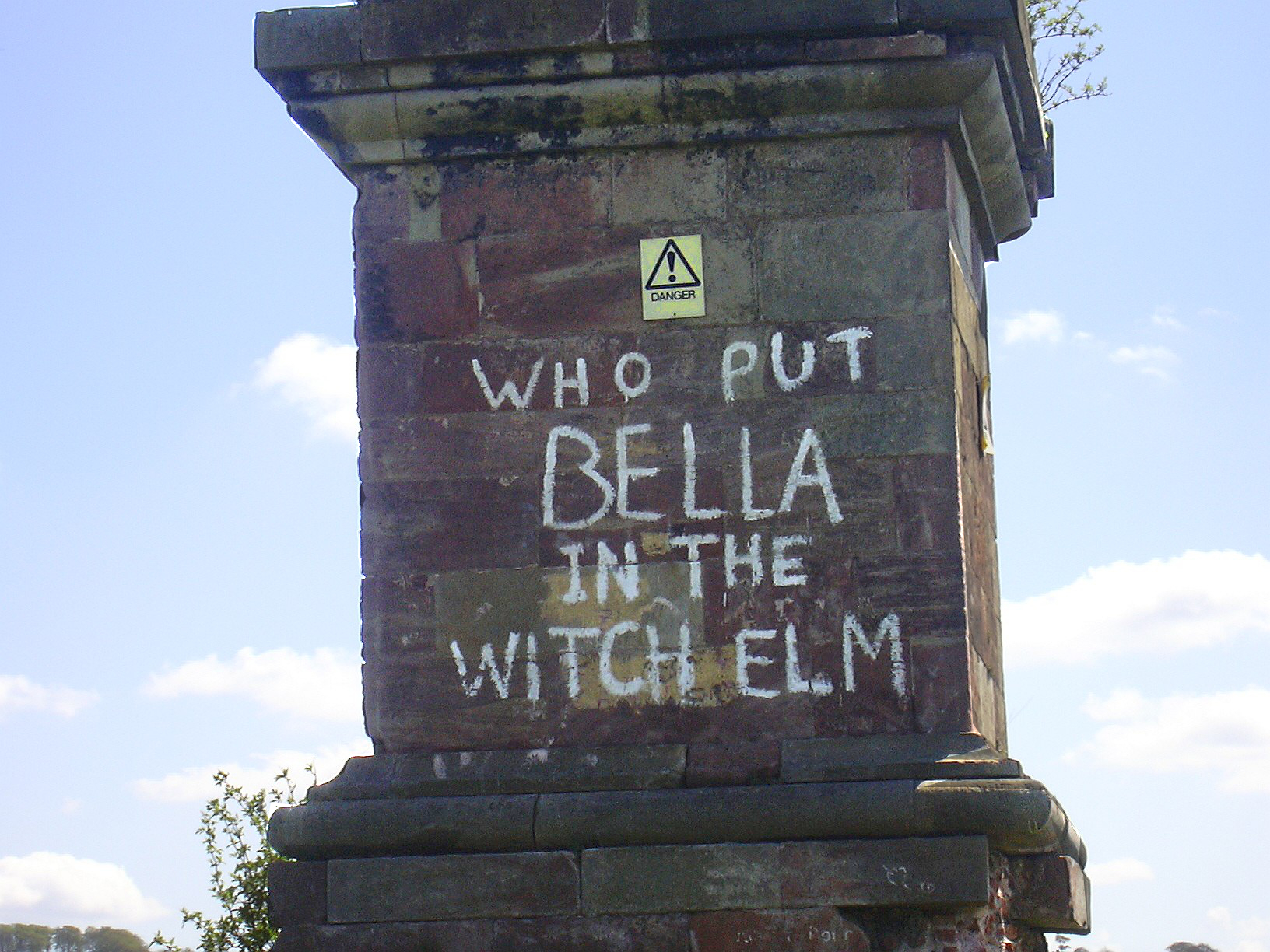
Bức vẽ Graffiti tại Wychbury Obelisk với dòng chữ "Ai đã đặt Bella vào trong cây du núi?"

Ai đã đặt Bella vào trong cây du núi? (tiếng Anh: Who put Bella in the Wych Elm?) là một hình vẽ graffiti xuất hiện vào năm 1944 sau khi bốn đứa trẻ phát hiện ra bộ xương của một người phụ nữ bên trong cây du núi ở rừng Hagley (nằm trong khuôn viên của Hagley Hall), Worcestershire, Anh. Nạn nhân được cho là bị sát hại vào năm 1941 và danh tính về cô vẫn còn là một dấu hỏi lớn. Không những thế, vị trí hiện tại của bộ xương và báo cáo khám nghiệm tử thi cũng là một ẩn số.

## Khám phá
Vào ngày 18 tháng 4 năm 1943, bốn cậu nhóc sinh sống ở khu vực gần đó (Robert Hart, Thomas Willetts, Bob Farmer và Fred Payne) đang săn trộm trứng chim ở Hagley Wood (một phần của điền trang Hagley do Lord Cobham quản lý), gần Wychbury Hill thì bắt gặp một cây du lớn. Nghĩ rằng vị trí này là một nơi tuyệt vời để săn tổ chim, Farmer trèo lên cây để thăm dò. Trong khi đang leo, cậu bất thần nhìn vào một hốc cây rỗng và phát hiện ra một chiếc đầu lâu. Lúc đầu, cậu cứ đinh ninh rằng đó là đầu lâu của một con vật, nhưng sau khi nhìn thấy tóc và răng của con người, Farmer hốt hoảng nhận ra rằng thứ mình vừa tìm thấy chính là hộp sọ người. Vì đang xâm nhập bất hợp pháp vào mảnh đất của người khác, Farmer đặt hộp sọ trở lại vị trí cũ. Cả nhóm thống nhất trở về nhà mà không nhắc đến việc này. Tuy nhiên, vì quá sợ hãi về những gì mình đã chứng kiến nên khi trở về nhà, Willetts quyết định kể lại cho bố mẹ.

## Cuộc điều tra

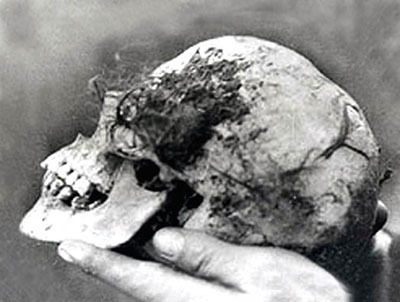
Hộp sọ của "Bella trong cây du núi", được khôi phục lại vào ngày 18 tháng 4 năm 1943

Khi cảnh sát khám nghiệm thân cây, họ tìm thấy một bộ xương gần như hoàn chỉnh, cùng với một chiếc giày, một chiếc nhẫn cưới bằng vàng và vài mảnh quần áo. Hộp sọ là bằng chứng có giá trị nhất, khi vẫn còn một số búi tóc cùng kiểu răng rõ ràng, bất chấp vài chiếc đã mất đi. Sau khi điều tra thêm, cảnh sát còn tìm thấy phần còn lại của bàn tay nằm cách cái cây một khoảng không xa.
Thi thể đã được James Webster đưa đi giám định pháp y. Ông nhanh chóng kết luận rằng cái xác là của một phụ nữ đã chết cách đó ít nhất 18 tháng. Điều này có nghĩa thời điểm nạn nhân tử vong kéo dài trong khoảng từ trước tháng 10 đến tháng 10 năm 1941. Ngoài ra, Webster còn tìm thấy một phần mảnh vải mỏng trong miệng cái xác, chứng tỏ nạn nhân chết do ngạt thở. Từ việc đo đạc thân cây nơi phát hiện thi thể, ông cũng suy luận rằng cái xác hẳn phải được đặt vào đó khi nó "vẫn còn ấm". Bởi lẽ, thi thể một khi bị co cứng sẽ không thể nhét vừa vào trong hốc cây đó.
Cảnh sát có thể dựa vào các vật dụng được tìm thấy cùng với thi thể để xác định hình dáng của người phụ nữ. Tuy nhiên, với việc rất nhiều người được báo cáo là đã mất tích trong chiến tranh thế giới thứ hai, việc tìm kiếm danh tính dựa vào hồ sơ là bất khả thi. Họ đã tham khảo chéo các chi tiết có sẵn với các báo cáo về những người mất tích trong toàn bộ khu vực, nhưng không có manh mối. Ngoài ra, cảnh sát còn liên hệ với nhiều bác sĩ nha khoa trên cả nước vì giải phẫu pháp y cho thấy nạn nhân sở hữu một chiếc răng khá đặc biệt.
Năm 1944, trên một bức tường ở Phố Upper Dean, Birmingham, xuất hiện một thông điệp bí ẩn bằng hình vẽ graffiti với nội dung Ai đã đặt Bella vào trong cây du núi - rừng Hagley. Điều này mang lại cho các nhà điều tra một số manh mối mới nhằm truy tìm danh tính của nạn nhân. Các thông điệp khác tương tự cũng lần lượt xuất hiện. Cho đến khoảng những năm 1970, những hình vẽ graffiti vẫn xuất hiện một cách không thường xuyên tại Hagley Obelisk, gần nơi phát hiện thi thể của người phụ nữ xấu số, điều này đặt ra một câu hỏi, rằng ai là kẻ đặt Bella vào trong cây du núi?

### Tái tạo khuôn mặt
Trong một tập của chương trình truyền hình mang tên Những bí ẩn về vụ giết người của Đức Quốc xã, Phòng thí nghiệm khuôn mặt của Đại học Liverpool John Moores đã tiến hành tái tạo khuôn mặt nạn nhân từ các bức ảnh chụp hộp sọ. Việc này do Andrew Sparke ủy thác, vì những cuốn sách mà ông viết về vụ việc.

## Giả thuyết

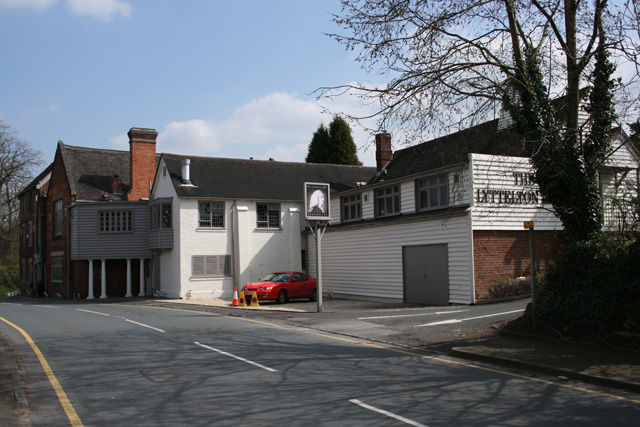
Lyttelton Arms, Hagley

Trong chương trình đầu tiên phát sóng trên kênh Radio 4 vào tháng 8 năm 2014, Steve Punt đã chỉ ra hai giả thuyết về danh tính của nạn nhân. Một giả thuyết cho rằng nạn nhân là một người làm nghề mại dâm, đã được báo cáo là mất tích vào năm 1944. Trong báo cáo, tên cô gái điếm mất tích là Bella, làm việc trên Đường Hagley. Cô biến mất khoảng 3 năm trước đó. Cái tên "Bella" (hoặc "Luebella") cho thấy người vẽ graffiti phần nào đã biết về danh tính nạn nhân.
Giả thuyết thứ hai bắt nguồn từ lời khai của Una Mossop với cảnh sát năm 1953. Trong lời khai, cô thuật lại việc chồng cũ của cô là Jack Mossop đã thú nhận với các thành viên trong gia đình rằng anh ta cùng một người Hà Lan tên là van Ralt đã đặt người phụ nữ vào thân cây. Mossop và van Ralt hẹn nhau uống rượu tại Lyttelton Arms (một quán rượu ở Hagley). Tối muộn hôm đó, khi hai người đàn ông lái xe về, họ phát hiện một người phụ nữ đã say xỉn và hoàn toàn bất tỉnh. Sau đó, hai người đưa cô vào rừng và đặt cô vào một thân cây rỗng, hy vọng sớm mai thức dậy, người phụ nữ ấy sẽ sợ hãi khi thấy bộ dạng của mình. Jack Mossop phải điều trị tâm thần tại bệnh viện ở Stafford vì thường xuyên có những giấc mơ. Trong mơ, anh nhìn thấy một người phụ nữ nhìn chằm chằm vào mình từ trên cây. Mossop chết trong bệnh viện trước khi thi thể trong cây du núi được phát hiện ra. Giả thuyết này vẫn đang bị nghi ngờ vì trong suốt 10 năm sau cái chết của Jack, Una hoàn toàn không trình báo thông tin này.
Một giả thuyết khác đến từ hồ sơ do MI5 giải mật về Josef Jakobs - người đàn ông cuối cùng bị xử tử tại Tháp London vào ngày 15 tháng 8 năm 1941. Người này là một đặc vụ Abwehr và đã nhảy dù xuống Cambridgeshire vào năm 1941 nhưng do gãy mắt cá chân khi đáp xuống nên bị Lực lượng Bảo vệ Gia đình bắt giữ. Khám xét trên người Jakobs, người ta tìm thấy một bức ảnh được cho là của bạn gái anh ta, một nữ ca sĩ người Đức làm việc tại một quán rượu. Cô ta tên là Clara Bauerle. Jakobs khai rằng Bauerle đang được đào tạo để trở thành một gián điệp và ngay khi liên lạc, cô sẽ được gửi đến Anh. Tuy nhiên, không có bằng chứng nào cho thấy Clara Bauerle đã nhảy dù xuống nước Anh, cũng như một số nhân chứng mô tả rằng Clara Bauerle cao khoảng 6 ft (180 cm), trong khi chiều cao của Bella là 5 ft (150 cm). Vào tháng 9 năm 2016, người ta cuối cùng cũng kết luận rằng Clara Bauerle đã qua đời tại Berlin vào ngày 16 tháng 12 năm 1942.
Năm 1945, Margaret Murray, nhà nhân chủng học và khảo cổ học đến từ Đại học College London đã đề xuất một giả thuyết khác. Giả thuyết này cho rằng vụ việc có liên quan đến phù thủy, khi cách bàn tay bị chặt đứt phù hợp với một nghi thức hiến tế gọi là "bàn tay vinh quang". Ý tưởng của bà làm dấy lên một sự phấn khích to lớn với cánh báo chí địa phương, đồng thời khiến các nhà điều tra bắt đầu chuyển hướng, tham khảo một vụ giết người theo nghi thức khác. Đó là vụ sát hại Charles Walton xảy ra ở Lower Quinton gần đó.
Năm 1953, một giả thuyết khác xuất hiện, cho rằng nạn nhân là một phụ nữ Hà Lan tên Clarabella Dronkers. Theo giả thuyết này thì cô bị một nhóm gián điệp của Đức, bao gồm gồm một sĩ quan Anh, một người Hà Lan và một nghệ sĩ âm nhạc sát hại vì "biết quá nhiều". Hiện không có giả thuyết cũng như bằng chứng nào hỗ trợ cho giả thuyết này.